# キーストン・ブレドマン
キーストン・ブレドマン（Keston Bledman、1988年3月8日 ‐ ）は、トリニダード・トバゴの陸上競技選手。専門は短距離走の100mで、自己ベストの9秒86はリチャード・トンプソン（9秒82）に次ぐトリニダード・トバゴ歴代2位タイ。100mではオリンピックと世界選手権を通じて準決勝進出が最高成績だが、4×100mリレーでは2008年北京オリンピックで金メダル、2012年ロンドンオリンピックで銀メダルを獲得している（2009年ベルリン世界選手権でも銀メダルを獲得しているが、この時は予選だけの出場に終わっている）。

## 経歴

### 2007年
8月の大阪世界選手権男子100mに出場し、19歳でシニアの世界大会デビューを果たしたが、2次予選で敗退した。

### 2008年
8月の北京オリンピック男子4×100mリレーに出場し、1走を務めて金メダル獲得に貢献した。オリンピックのリレー種目におけるトリニダード・トバゴのメダル獲得は、銅メダルを獲得した1964年東京オリンピック男子4×400mリレー以来、男女通じて44年ぶり2度目の快挙だった。当初は、このレースでジャマイカチームが金メダルを獲得したがネスタ・カーターのドーピング検体の再検査で禁止薬物の陽性反応を示したため、国際オリンピック委員会は2017年1月25日にジャマイカチームを失格処分にし、トリニダード・トバゴの繰り上がり金メダル獲得となった。

### 2009年
8月のベルリン世界選手権男子4×100mリレーに出場。予選で3走を務めて決勝進出に貢献したが、決勝の出場はなかった。決勝のトリニダード・トバゴは37秒62のトリニダード・トバゴ記録を樹立して銀メダルを獲得した。

### 2011年
6月4日のアディダスグランプリ男子100mで9秒93（+0.7m/s）をマーク。アト・ボルドン、マルク・バーンズ、ダレル・ブラウン、リチャード・トンプソンに次ぐ、トリニダード・トバゴ史上5人目となる10秒の壁を突破した選手となった。8月の大邱世界選手権では、男子100mで初の準決勝進出を果たした。準決勝では組2着までに入るか、組3着以下でもタイムで拾われる2枠までに入れば決勝に進出できたが、結果は10秒14の組5着に終わり決勝進出を逃した。組4着のダニエル・ベイリーとは同タイム着差ありだったため、わずかの差で決勝進出を逃したことになる。

### 2012年
6月23日のトリニダード・トバゴ選手権男子100mで9秒86をマーク。2011年8月13日にリチャード・トンプソンが更新するまでアト・ボルドンが保持していたトリニダード・トバゴ記録に並んだ。8月のロンドンオリンピックでは、自身初の個人種目出場となった男子100mで準決勝に進出した。しかし、準決勝では10秒04の組4着に終わり、タイムで拾われて決勝に進出した全体8位のリチャード・トンプソンとは0秒02差で決勝進出を逃した。男子4×100mリレーでは1走を務めて4位に入ったが、3位に入ったカナダがレーン侵害で失格になったため、順位が一つ繰り上がって銅メダルを獲得した。更に大会から3年経った2015年に、2位に入ったアメリカ代表リレーメンバー（タイソン・ゲイ）のドーピング処分により、順位が繰り上がり銀メダルを獲得した。

### 2015年
8月の北京世界選手権に出場したが、 脚の付け根を痛めていた影響で男子100mは10秒75 （-0.3）で予選敗退し、初めて最初のラウンドを突破できずに終わった。男子4×100mリレーは昨年の世界リレーで2位になり出場権を獲得していたが、トリニダード・トバゴはリレーメンバーに負傷者が相次いだため出場しなかった。

### 2016年
8月のリオデジャネイロオリンピックには男子100mと4×100mリレーに出場したが、100mは予選で10秒20（+0.2）の組5着に終わり、準決勝に進出するには0秒001及ばなかった。1走を務めた男子4×100mリレーは予選を37秒96の組3着（全体6位）で突破したが、決勝はレーン侵害のため失格に終わった（当初は38秒09の7位）。

## 自己ベスト
記録欄の（　）内の数字は風速（m/s）で、+は追い風、-は向かい風を意味する。
| 種目 | 記録                      | 年月日                      | 場所               | 備考                            |
| 屋外 | 屋外                      | 屋外                        | 屋外               | 屋外                            |
| ---- | ------------------------- | --------------------------- | ------------------ | ------------------------------- |
| 100m | 9秒86 (+1.1) 9秒86 (+1.4) | 2015年6月27日 2012年6月23日 | ポートオブスペイン | トリニダード・トバゴ歴代2位タイ |
| 200m | 20秒73 (-0.7)             | 2008年8月3日                | ラッペーンランタ   |                                 |
| 室内 |                           |                             |                    |                                 |
| 55m  | 6秒18                     | 2012年2月11日               | ニューヨーク       |                                 |
| 60m  | 6秒62                     | 2012年2月11日               | ニューヨーク       |                                 |

## 主要大会成績
備考欄の記録は当時のもの
| 年   | 大会                              | 場所               | 種目      | 結果    | 記録            | 備考                      |
| ---- | --------------------------------- | ------------------ | --------- | ------- | --------------- | ------------------------- |
| 2005 | カリフタゲームズ (en) (U20)       | バコレット         | 100m      | 8位     | 10秒79 (+1.7)   |                           |
| 2005 | カリフタゲームズ (en) (U20)       | バコレット         | 4x100mR   | 優勝    | 41秒05 (2走)    |                           |
| 2005 | 世界ユース選手権                  | マラケシュ         | 100m      | 3位     | 10秒55 (+0.8)   |                           |
| 2005 | 世界ユース選手権                  | マラケシュ         | メドレーR | 2位     | 1分52秒51 (2走) |                           |
| 2005 | パンアメリカンジュニア選手権 (en) | ウィンザー         | 100m      | 7位     | 10秒64 (+0.7)   |                           |
| 2005 | パンアメリカンジュニア選手権 (en) | ウィンザー         | 4x100mR   | 4位     | 40秒81 (2走)    |                           |
| 2006 | カリフタゲームズ (en) (U20)       | レザビーム         | 100m      | 2位     | 10秒57 (0.0)    |                           |
| 2006 | 中米カリブジュニア選手権 (en)     | ポートオブスペイン | 100m      | 2位     | 10秒39 (+1.5)   |                           |
| 2006 | 中米カリブジュニア選手権 (en)     | ポートオブスペイン | 4x100mR   | 4位     | 40秒80 (4走)    |                           |
| 2006 | 世界ジュニア選手権                | 北京               | 100m      | 7位     | 10秒47 (-0.5)   |                           |
| 2006 | 世界ジュニア選手権                | 北京               | 200m      | 予選    | 25秒57 (-0.6)   | 全体54位                  |
| 2007 | カリフタゲームズ (en) (U20)       | プロビデンシアリス | 100m      | 2位     | 10秒41 (+1.2)   |                           |
| 2007 | パンアメリカンジュニア選手権 (en) | サンパウロ         | 100m      | 優勝    | 10秒32 (-1.1)   |                           |
| 2007 | パンアメリカンジュニア選手権 (en) | サンパウロ         | 4x100mR   | 2位     | 40秒11 (4走)    |                           |
| 2007 | パンアメリカン競技大会 (en)       | リオデジャネイロ   | 100m      | 準決勝  | 10秒34 (+0.1)   |                           |
| 2007 | パンアメリカン競技大会 (en)       | リオデジャネイロ   | 4x100mR   | 4位     | 39秒23 (4走)    |                           |
| 2007 | 世界選手権                        | 大阪               | 100m      | 2次予選 | 10秒33 (-0.5)   | 全体22位                  |
| 2008 | 中米カリブ選手権 (en)             | カリ               | 100m      | 準決勝  | 10秒38 (+0.7)   |                           |
| 2008 | 中米カリブ選手権 (en)             | カリ               | 4x100mR   | 優勝    | 38秒54 (1走)    |                           |
| 2008 | オリンピック                      | 北京               | 4x100mR   | 1位     | 38秒06 (1走)    |                           |
| 2009 | 中米カリブ選手権 (en)             | ハバナ             | 100m      | 6位     | 10秒29 (+0.1)   |                           |
| 2009 | 中米カリブ選手権 (en)             | ハバナ             | 4x100mR   | 優勝    | 38秒73 (4走)    |                           |
| 2009 | 世界選手権                        | ベルリン           | 4x100mR   | 予選    | 38秒47 (3走)    | 決勝進出                  |
| 2010 | 北中米カリブU23選手権 (en)        | ミラマー           | 100m      | 4位     | 10秒19 (+1.7)   |                           |
| 2010 | 中米カリブ競技大会 (en)           | マヤグエス         | 100m      | 7位     | 10秒32 (+0.7)   |                           |
| 2010 | 中米カリブ競技大会 (en)           | マヤグエス         | 4x100mR   | 優勝    | 38秒24 (4走)    | 大会記録                  |
| 2011 | 中米カリブ選手権 (en)             | マヤグエス         | 100m      | 優勝    | 10秒05 (-0.5)   |                           |
| 2011 | 中米カリブ選手権 (en)             | マヤグエス         | 4x100mR   | 2位     | 38秒89 (4走)    |                           |
| 2011 | 世界選手権                        | 大邱               | 100m      | 準決勝  | 10秒14 (-0.4)   | 全体8位                   |
| 2011 | 世界選手権                        | 大邱               | 4x100mR   | 6位     | 39秒01 (1走)    |                           |
| 2012 | オリンピック                      | ロンドン           | 100m      | 準決勝  | 10秒04 (+0.7)   | 全体9位                   |
| 2012 | オリンピック                      | ロンドン           | 4x100mR   | 2位     | 38秒12 (1走)    | 2015年に3位から繰り上がり |
| 2013 | 世界選手権                        | モスクワ           | 100m      | 準決勝  | 10秒08 (+0.1)   | 全体11位                  |
| 2013 | 世界選手権                        | モスクワ           | 4x100mR   | 7位     | 38秒57 (2走)    |                           |
| 2014 | 世界リレー (en)                   | ナッソー           | 4x100mR   | 2位     | 38秒04 (1走)    |                           |
| 2014 | 英連邦競技大会 (en)               | グラスゴー         | 100m      | 準決勝  | 10秒24 (0.0)    |                           |
| 2014 | 英連邦競技大会 (en)               | グラスゴー         | 4x100mR   | 3位     | 38秒10 (1走)    |                           |
| 2015 | 世界リレー (en)                   | ナッソー           | 4x100mR   | 7位     | 38秒92 (1走)    |                           |
| 2015 | パンアメリカン競技大会 (en)       | トロント           | 100m      | 4位     | 10秒12 (+1.1)   |                           |
| 2015 | パンアメリカン競技大会 (en)       | トロント           | 4x100mR   | 3位     | 38秒69 (2走)    |                           |
| 2015 | 世界選手権                        | 北京               | 100m      | 予選    | 10秒75 (-0.3)   | 全体50位                  |
| 2016 | オリンピック                      | リオデジャネイロ   | 100m      | 予選    | 10秒20 (+0.2)   | 全体22位                  |
| 2016 | オリンピック                      | リオデジャネイロ   | 4x100mR   | 決勝    | DQ (1走)        |                           |
| 2017 | 世界リレー (en)                   | ナッソー           | 4x100mR   | 予選    | 39秒44 (1走)    | B決勝進出                 |
| 2017 | 世界選手権                        | ロンドン           | 100m      | 予選    | 10秒26 (+0.9)   | 全体29位                  |
| 2017 | 世界選手権                        | ロンドン           | 4x100mR   | 予選    | 38秒61 (1走)    | 全体9位                   |
| 2018 | 世界室内選手権                    | バーミンガム       | 60m       | 予選    | 6秒79           |                           |
| 2018 | 英連邦競技大会 (en)               | ゴールドコースト   | 100m      | 準決勝  | 10秒30 (+0.3)   |                           |
| 2018 | 英連邦競技大会 (en)               | ゴールドコースト   | 4x100mR   | 予選    | DQ (1走)        |                           |